# Моринецкая улица (Киев)
Морине́цкая у́лица (укр. Морине́цька ву́лиця) — улица в Подольском районе города Киева, местность посёлок Шевченко. Пролегает от улицы Сошенко до улицы Красицкого.
Примыкают улицы Сухумская и Кобзарская, Моринецкий переулок.

## История
Возникла в середине XX века под названием 59-я Новая улица. Современное название в честь села Моринцы, родины украинского поэта Тараса Шевченко — с 1944 года.
На участке между Сухумской и Сошенко одностороннее движение (в направлении улицы Сошенко).
На пересечении с улицами Кобзарской и Красицкого расположены безымянные пруды.